# ...Today
...Today è il quinto album degli It's a Beautiful Day (l'unico in studio senza il leader David LaFlamme), pubblicato dalla Columbia Records nel 1973.

## Tracce
Lato A
1. Ain't That Loving You Baby – 3:54 (Fred Webb)
2. Child – 4:20 (Fred Webb)
3. Down on the Bayou – 3:16 (Bud Cockrell)
4. Watching You, Watching Me – 3:13 (Bud Cockrell)
5. Mississippi Delta – 4:07 (Bud Cockrell)

Lato B
1. Ridin' Thumb – 3:34 (Jim Seals)
2. Time – 3:19 (Fred Webb, Tom Thompson)
3. Lie to Me – 3:30 (Fred Webb, Tom Thompson)
4. Burning Low – 2:07 (Fred Webb, Tom Thompson)
5. Creator – 6:14 (Bud Cockrell)

## Musicisti
- Pattie Santos - voce
- Bill Gregory - chitarra
- Fred Webb - pianoforte, organo, corno francese, voce
- Greg Bloch - violino, mandolino
- Bud Cockrell - basso
- Val Fuentes - batteria, voce[2]